# Правило підстановки
Пра́вило підстано́вки у логіці — це правило перетворення, що може застосовуватися до лише часткового сегменту виразу. Логічну систему може бути побудовано таким чином, що вона використовує або аксіоми, правила висновування, або обидва як правила перетворення логічних виразів у системі. В той час як правило висновування завжди застосовується до повного логічного виразу, правило підстановки може застосовуватися лише до певного сегменту. В контексті формального доведення логічно еквівалентні вирази можуть замінювати один одного. Правила підстановки використовуються в логіці висловлень для маніпулювання висловленнями.
Поширені правила підстановки включають правила де Моргана, комутативність, асоціативність, дистрибутивність, подвійне заперечення, контрапозицію, матеріальну імплікацію, матеріальну еквівалентність, експортацію та тавтологію.